# Roberto Magris
Roberto Magris (19 de junio de 1959) es un pianista, compositor, y arreglista de jazz italiano.

## Primeros años
Nació en Trieste, Italia, el 19 de junio de 1959. Tomó lecciones de piano entre los cuatro y dieciséis añosy se interesó en el jazz después de oír el álbum La Manera I Realmente Juego de Oscar Peterson en 1977.

## Carrera 1980–2000
En la década de 1980 dirigió el trío Gruppo Jazz Marca y grabó tres álbumes, Comunicazione Sonora (1982),  Aria di Città (1983)  y Mitteleuropa (1986),  reeditados en 2006 por el sello inglés Arision.  En 1987 fundó su cuarteto italiano, que funcionó durante casi 20 años, realizando giras por Europa, Asia, Australia y América del Sur y grabando dos álbumes, Life in Israel  y Maliblues .  En la década de 1990 fundó los grupos de acid jazz DMA Urban Jazz Funk y Alfabeats Nu Jazz, actuando en Europa y América y grabando dos álbumes, Up to the Beat (2003) y Stones (2006). 
En 1998, formó la Europlane Orchestra  (una empresa de jazz centroeuropea patrocinada por la Iniciativa Centroeuropea) que incluía a varios músicos de jazz de varios países europeos.  Con la Europlane Orchestra grabó 3 álbumes,  Live At Zooest,  Reproduce Kurt Weill  y Current Views. 

## Carrera 2000–presente
En 2005, Magris se asoció con el saxofonista húngaro Tony Lakatos en el álbum Check-In (editado por Soul Note).   En 2006, Magris colaboró con el bajista Art Davis y el baterista Jimmy "Junebug" Jackson en el álbum Kansas City Outbound (editado por JMood).  Ese mismo año, colaboró con el saxofonista alto Herb Geller en el álbum Il Bello del Jazz (editado por Soul Note)  y algunos años más tarde, JMood lanzó un álbum más con Herb Geller titulado An Evening with Herb Geller &amp; The Roberto. Magris Trio – En vivo en Europa 2009.
En Estados Unidos, se convirtió en director musical del sello discográfico JMood Records  y grabó dos álbumes en homenaje al trompetista Lee Morgan,    dos álbumes en trío con Elisa Pruett y Albert "Tootie" Heath, uno dedicado al pianista Elmo Hope,   y otro al legado del saxofonista alto Julian "Cannonball" Adderley.  Grabó un álbum en Los Ángeles con Idris Muhammad y los saxofonistas Paul Carr y Michael O'Neill, Mating Call,  un álbum con  Sam Reed,  un CD doble en homenaje a la era del bebop, Aliens in a Bebop Planet,  y tres álbumes con su trío de Kansas City Enigmatix,    Need to Bring Out Love  y World Gardens. Grabó tres álbumes en Miami, Roberto Magris Sextet Live in Miami @ The WDNA Jazz Gallery  con un grupo que incluía a Brian Lynch, Sun Stone con Ira Sullivan  y Match. Punto.    También grabó tres álbumes en Chicago, Suite!,   con un grupo que incluye al trompetista Eric Jacobson y al saxofonista tenor Mark Colby, Shuffling Ivories a dúo con el bajista Eric Hochberg,     y Duo &amp; Trio a dúo con Mark Colby ao  
En Europa, Magris ha actuado en festivales y clubes de jazz con el MUH Trio, que tiene su base en Praga y grabó los álbumes Prague After Dark en 2016   y A. Step into Light en 2020   (ambos publicados por JMood).
Magris ha realizado conciertos de piano solo, orquesta y cuerdas con la Big Band Ritmo Sinfonica de Verona y la Orquesta Giovanile del Veneto, grabando el álbum Restless Spirits - Big Band Ritmo-Sinfonica Città di Verona interpreta la música de Roberto. Magris (publicado por Velut Luna). 
El crítico Edward Blanco en AllAboutJazz llamó a Magris "uno de los jugadores de piano más finos en el planeta".

## Estilo
El crítico de jazz Ira Gitler escribió: 

"Como pianista, [Magris] refleja algunos de sus modelos más admirados: Wynton Kelly, Tommy Flanagan, Bill Evans, Kenny Drew, Jaki Byard, Randy Weston, McCoy Tyner, Andrew Hill, Paul Bley, Don Pullen y Steve Kuhn – (un grupo realmente variado) a su manera. Hay una mano derecha rápida y flexible y las ricas armonías de la transición a dos manos en su interpretación que no necesariamente evocan comparaciones instantáneas con cualquiera de los arriba u otros."

## Discografía
- Life in Israel, con Larry Smith, Marco Castelli, Ofer Israeli, Luigi Rossi and Davide Ragazzoni (Jazzis, 1990)
- Music of Today, con Martin Klingeberg, Achim Goettert-Zadek, Marco Castelli, Joerg Drewing, Albrecht Riermeier, Rudi Engel and Davide Ragazzoni (Splasch, 1992)
- Maliblues (Map, 1994)
- Check-In, con Tony Lakatos, Michael Erian, Robert Balzar, Gabriele Centis and Fulvio Zafret (Soul Note, 2005)
- Il Bello del Jazz, con Herb Geller, Darko Jurkovic, Rudi Engel and Gabriele Centis (Soul Note, 2006)
- Current Views, con Philip Catherine, Bill Molenhof, Roberto Ottaviano, Vitold Rek a.o. (Soul Note, 2009)
- Kansas City Outbound con Art Davis and Jimmy „Junebug“ Jackson (JMood Records|JMood, 2008)
- Mating Call, con Paul Carr, Michael O'Neill, Elisa Pruett and Idris Muhammad (JMood, 2010)
- Canzoni Italiane in Jazz (Pop-Eye, 2011)
- Morgan Rewind: A Tribute to Lee Morgan Vol. 1, con Brandon Lee, Logan Richardson, Elisa Pruett and Albert "Tootie" Heath (JMood, 2012)
- One Night in with Hope and More Vol. 1, con Elisa Pruett and Albert "Tootie" Heath (JMood, 2012)
- Aliens in a Bebop Planet, con Matt Otto, Dominique Sanders, Brian Steever, Pablo Sanhueza and Eddie Charles (JMood, 2012)
- Ready for Reed - Sam Reed Meets Roberto Magris, con Sam Reed, Kendall Moore, Steve Lambert, Dominique Sanders, Brian Steever and Pablo Sanhueza (JMood, 2013)
- Cannonball Funk'n Friends, con Hermon Mehari, Jim Mair, Dominique Sanders and Alonzo Scooter Powell (JMood, 2013)
- One Night in with Hope and More Vol. 2, con Elisa Pruett, Brian Steever and Albert "Tootie" Heath (JMood, 2013)
- Morgan Rewind: A Tribute to Lee Morgan Vol. 2, con Hermon Mehari, Jim Mair, Peter Schlamb, Elisa Pruett, Brian Steever and Pablo Sanhueza (JMood, 2013)
- An Evening with Herb Geller &amp; The Roberto Magris Trio – Live in Europe 2009, con Herb Geller a.o. (JMood, 2014)
- Enigmatix, con Dominique Sanders, Brian Steever, Pablo Sanhueza and Monique Danielle (JMood, 2015)
- Need to Bring Out Love, con Dominique Sanders, Brian Steever, Julia Haile and Monique Danielle (JMood, 2016)
- Live in Miami @ The WDNA Jazz Gallery - Roberto Magris Sextet with Brian Lynch, Jonathan Gomez, Chuck Bergeron, John Yarling and Murph Aucamp (JMood, 2017)
- World Gardens, con Dominique Sanders, Brian Steever and Pablo Sanhueza (JMood, 2018)
- Sun Stone, con Ira Sullivan, Mark Colby, Shareef Clayton, Jamie Ousley, Rodolfo Zuniga (JMood, 2019)
- Suite!, con Mark Colby, Eric Jacobson, Eric Hochberg, Greg Artry, PJ Aubree Collins (JMood, 2019)
- Live In Melbourne, con Ettore Martin, Rob Severini, Enzo Carpentieri (RSP, 2020)
- Shuffling Ivories, con Eric Hochberg (JMood, 2021)
- Match Point, con Alfredo Chacon, Dion Kerr, Rodolfo Zuniga (JMood, 2021)
- Duo & Trio, con Mark Colby a.o. (JMood, 2022)
- High Quote, con Matt Otto, Monique Danielle, Jim Mair a.o. (JMood, 2023)
- Love Is Passing Thru, con Ettore Martin, Danilo Gallo, Enzo Carpentieri (JMood, 2024)
- Freedom Is Peace, con Tony Lakatos, Florian Brambock, Lukas Oravec, Rudi Engel, Gasper Bertoncelj (JMood, 2024)

### con el MUH Trio (Magris/Uhlir/Helesic Trio)
- Prague After Dark, con František Uhlíř and Jaromir Helešic (JMood, 2017)
- A Step into Light, con František Uhlíř and Jaromir Helešic (JMood, 2020)

### con el Gruppo Jazz Marca
- Comunicazione Sonora (IAF, 1982 - regrabado por  Arision, 2005)
- Aria di Città (IAF, 1983 - regrabado por Arision, 2009)
- Mitteleuropa (Gulliver, 1986 - regrabado por Arision, 2006)

### con la Orquesta Europlane
- Live at Zooest (Zooest, 1998)
- Plays Kurt Weill, con Ines Reiger (Pull, 2000)

### con la Big Band Ritmo-Sinfonica Città di Verona
- Restless Spirits - Big Band Ritmo-Sinfonica Città di Verona plays the music of Roberto Magris (Velut Luna, 2009)

### con el DMA Urban Jazz Funk
- DMA Urban Jazz Funk - Up to the Beat (Map, 2003)

### con los Alfabeats Nu Jazz
- Stones (Oasis, 2006)